# Antonio Campos Alcaide
Antonio Campos Alcaide (Santa Elena, provincia de Jaén, 1962) es doctor arquitecto por la Escuela Técnica Superior de Arquitectura de la Universidad de Sevilla, donde es profesor dentro del Departamento de Proyectos Arquitectónicos desde el curso 1999-2000, y obteniendo el doctorado en el año 2017 con su Tesis Doctoral sobre la Lonja de Mercaderes "La Lonja de Sevilla. Arquigrafía de un edificio". Sus inicios como docente fueron como Profesor de Artes Plásticas y Diseño en las Escuelas de Sevilla, Huelva y Úbeda (Jaén). 
Su actividad profesional como arquitecto la ejerce desde la empresa ARQUITECTURA CAMPOS ALCAIDE, S.L.P., con sede en Sevilla (España), de la que es fundador y director. En mayo de 2019 también funda y dirige TÉCNICOS REUNIDOS PARA ANDALUCÍA Y EXTREMADURA S.L.P., con horizonte de ampliación territorial, asociándose con otros técnicos y empresas con las que tiene experiencia en el desarrollo de proyectos conjuntos, entre las que destacan Jesús A. Ruiz Portillo (socio fundador de Arquitectura Campos Alcaide s.l.p.), Dunar Arquitectura (Francisco Javier y Carlos Robustillo Yagüe), Adarve Arquitectura (Manuel García García y Susana García Rosado) y Planho Consultores (Enrique Vallecillos Segovia), así como jóvenes arquitectos como Adán Carlos Ramos Sánchez y José Carlos Alanís Ramos.  
En su obra existe una profunda vinculación con la materialidad y las mejoras sociales, habiendo ejecutado numerosos proyectos singulares entre los que se encuentran rehabilitaciones de edificios de interés patrimonial, edificaciones de nueva planta relacionadas con la asistencia social, construcción de espacios públicos en entornos urbanos consolidados y, en menor medida, trabajos relacionados con el urbanismo y la edificación de viviendas.
Ha obtenido el primer premio en concursos como la Rehabilitación y Ampliación del Archivo General de Indias en Sevilla (edificio declarado Patrimonio de la Humanidad), CEIP 6+12ud en Quintana de la Serena (Badajoz), Parque "El Barrero" en San Fernando (Cádiz), Ascensor Inclinado, Cripta Arqueológica y Accesos desde el Intercambiador I-3 del Metro de Sevilla a la barriada Virgen de Loreto en San Juan de Aznalfarache (Sevilla), Museo de la Prehistoria en el territorio de Antequera (Málaga), Centro Cultural Casa de los Tirado en La Palma del Condado (Huelva) o la rehabilitación de la iglesia de Santa Elena (Jaén).

## Proyectos relevantes

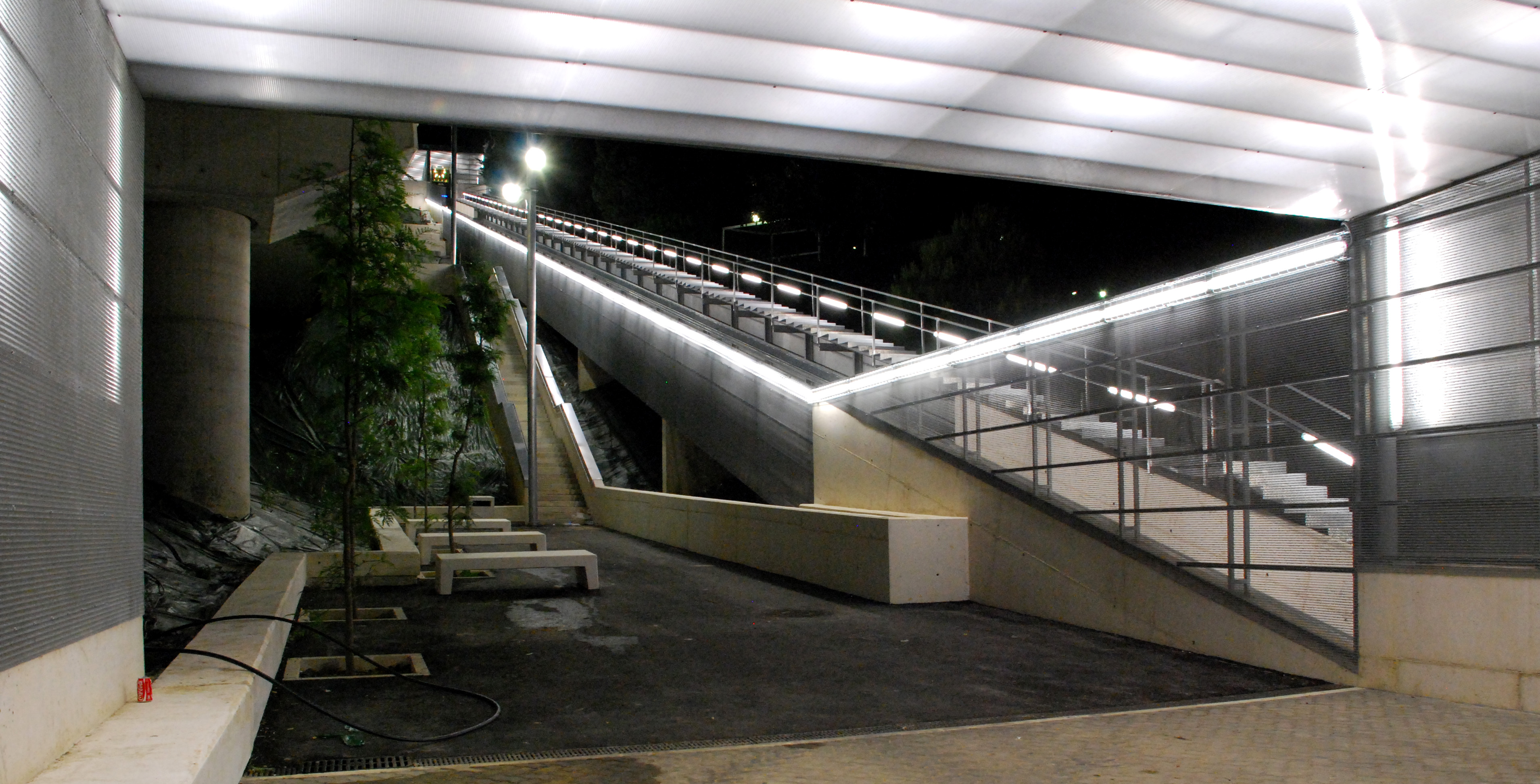
Accesos desde el Intercambiador I-3 del Metro de Sevilla a la barriada Virgen de Loreto. San Juan de Aznalfarache. Sevilla.

- Rehabilitación del Teatro María Luisa de Mérida. Dirección facultativa de las obras. (2018-En ejecución)
- Aparcamiento Subterráneo Público y de Residentes. Plaza Rafael Salgado (Sevilla). Dirección facultativa (Concurso. 1.º Premio) (2019-En ejecución)
- Museo de Sitio del Conjunto Arqueológico Dólmenes de Antequera. Málaga (Concurso. 1.º Premio) (2009-En ejecución)
- CEIP 6+12ud en Quintana de la Serena (Badajoz) (Concurso. 1.º Premio) (2019-)
- Plan Director, Rehabilitación e Intervenciones en el Palacio Arzobispal de Sevilla (edificio declarado Bien de Interés Cultural) (2015-En ejecución)
- Bioincubadora en la Ciudad de la Salud y la Innovación (Cáceres) (2014-2018)
- Rehabilitación de la iglesia de San Roque (Sevilla) (2014 y 2019)
- Comunidad Terapéutica. Hospital Universitario de Puerto Real. Cádiz (2009-2011)
- Ascensor inclinado, cripta arqueológica y accesos desde el intercambiador I-3 del Metro de Sevilla a la barriada Virgen de Loreto en San Juan de Aznalfarache. Sevilla (Concurso. 1.º Premio) (2008-2011)
- Centro Social Su Eminencia. Sevilla (2007-2009)
- Aparcamiento Subterráneo Público y de Residentes. Avda. José Laguillo. Sevilla (2006-2007)
- Parque "El Barrero" en San Fernando. Cádiz (Concurso. 1.º Premio) (2001-2007)
- Rehabilitación y Ampliación del Archivo General de Indias en Sevilla (edificio declarado Patrimonio de la Humanidad) (Concurso. 1.º Premio) (1999-2005)
- Centro Cultural Casa de los Tirado en La Palma del Condado. Huelva (Concurso. 1.º Premio) (1997-2003)
- Rehabilitación del Castillo-Palacio de los Duques de Medinaceli para Ayuntamiento en Castellar (Jaén) (1995-1998)
- Rehabilitación del Pósito de Trigo para Ayuntamiento en Almadén de la Plata. Sevilla (1994-1997)
- Rehabilitación del Ayuntamiento de Santa Elena. Jaén (1990-1992)
- Edificios Asistenciales para colectivos en situación de exclusión social en Sevilla, Málaga, Huelva, San Fernando, Alcalá la Real, Lebrija, Córdoba, El Ejido, Alcalá de Guadaira y La Línea de la Concepción.(2000-2011)

## Publicaciones en las que aparece
- TESIS DOCTORAL «LA LONJA DE SEVILLA. ARQUIGRAFÍA DE UN EDIFICIO». Defendida el día 5 de septiembre de 2019, obteniendo la calificación de Sobresaliente «Cum Laude» por Unanimidad, y el título de Doctor por la Universidad de Sevilla.
- PUBLICACIÓN en la revista ICANDELA. Iluminación | Arquitectura | Interiorismo | 23. Proyectos de iluminación destacados de estudiantes. Proyecto “Una habitación iluminada”. Editado por Revista icandela. Montcada i Reixac (Barcelona), 2017. ISSN 2339-9503. Editado por Revista icandela. Montcada i Reixac. ISSN 2339-9503. (Barcelona), 2017.
- Rehabilitación y Ampliación del Archivo General de Indias de Sevilla. A un kilómetro vista. Arquitectura en Andalucía a través del objetivo de Jesús Granada. Lugadero SC. ISBN 978-84-939175-2-4. Sevilla, 2012
- PUBLICACIÓN en el libro CONCURSOS DE ARQUITECTURA EN EXTREMADURA. VOLUMEN 05 del Anteproyecto de Rehabilitación del convento de las Freylas en Mérida. Editado por la Consejería de Cultura y Turismo de la Junta de Extremadura. ISBN 978-84-9852-232-7. Mérida, 2010.
- Rehabilitación y Ampliación del Archivo General de Indias de Sevilla. Sevilla 1995-2005. Arquitectura de una década. COAS, FIDAS y Excmo. Ayuntamiento de Sevilla. ISBN 84-933-7388-5. Sevilla, 2006
- Rehabilitación del Pósito del Trigo para Ayuntamiento. Sevilla 1995-2005. Arquitectura de una década. COAS, FIDAS y Excmo. Ayuntamiento de Sevilla. ISBN 84-933-7388-5. Sevilla, 2006
- Rehabilitación y Ampliación del Archivo General de Indias de Sevilla. La Casa Lonja de Sevilla. Una casa de ricos tesoros. Ministerio de Cultura. ISBN 84-818-1244-7. Madrid, 2005
- Rehabilitación y Ampliación del Archivo General de Indias de Sevilla. Los Andaluces. Consejería de Obras Públicas y Transportes, Junta de Andalucía. ISBN 84-8095-369-1. Sevilla, 2004
- Rehabilitación de la Casa de los Tirado para Centro Cultural. Los Andaluces. Consejería de Obras Públicas y Transportes, Junta de Andalucía. ISBN 84-8095-369-1. Sevilla, 2004
- Rehabilitación del Castillo Palacio de Medicenaceli para Ayuntamiento. On Diseño nº229, febrero de 2002. On Diseño, S.L. ISSN 0210-2080. Barcelona 2002
- Rehabilitación y Ampliación del Archivo General de Indias de Sevilla. De la Brújula a Internet. Los Archivos Estatales Españoles. Ministerio de Educación, Cultura y Deporte. ISBN 84-369-3397-4. Madrid, 2000
- Rehabilitación y Ampliación del Archivo General de Indias de Sevilla. Exposición La Memoria del Futuro. Actuaciones sobre el Patrimonio. Ministerio de Educación y Cultura. Biblioteca Nacional. Madrid 1999-2000.
- Rehabilitación del Ayuntamiento de Santa Elena. Arquitectura Pública en Andalucía. Obras construidas 1984 1994. Consejería de Obras Públicas y Transportes, Junta de Andalucía. ISBN 84-8095-039-0. Sevilla, 1995
- Rehabilitación de la Casa de los Tirado para Centro Cultural. Concurso de Proyectos. Propuestas de los Equipos Adjudicatarios. 1996. Dir. Gral. de Arquitectura y Vivienda. Consejería de Obras Públicas y Transportes. Junta de Andalucía. ISBN 84-88075-14-6. Sevilla, 1997
- Bar Alfonso, Proyecto de Interiorismo. Mª Teresa Pérez Cano y Eduardo Mosquera Adell. Joven Arquitectura Sevillana: Últimas Generaciones. Guía de Arquitectura "Sevilla Siglo XX". Demarcación de Sevilla del C.O.A.A. Occidental. Sevilla, 1992
- Bar Alfonso, Proyecto de Interiorismo. De la Tradición al Futuro. C.O.A.A. Occidental. ISBN 84-88075-13-8. Sevilla, 1992
- El Caballo, Proyecto de Interiorismo y Diseño de Imagen Corporativa. El Comercio de Prestigio en Madrid. Daniel Brienza. ISBN 978-84-204-0978-8. Madrid, 1990
- Rehabilitación del convento de las Freylas en Mérida. Concursos de Arquitectura en Extremadura Volumen 05. Consejería de Cultura y Turismo de la Junta de Extremadura. ISBN 978-84-9852-232-7. Mérida, 2010